# De la Huertaopstand
De De la Huertaopstand (Spaans: Rebelión delahuertista), ook bekend als de opstand zonder hoofd (Rebelión sin cabeza), was een opstand tegen de regering van Mexico in 1923 en 1924, geleid door Adolfo de la Huerta.
De la Huerta had al geruime tijd onenigheid met de regering van president Álvaro Obregón, waarin hij aanvankelijk minister van haciënda was. Hij bekritiseerde het weinig democratische karakter van de Mexicaanse regering en de Bucareli-akkoorden die de Mexicaanse regering had gesloten met de Verenigde Staten. In 1923 nam hij ontslag als minister en wilde als kandidaat voor de Nationaal Coöperativistische Partij (PCN) deelnemen aan de presidentsverkiezingen van 1924. Obregón wees echter Plutarco Elías Calles als presidentskandidaat, met steun van onder andere de Mexicaanse Arbeiderspartij (PLM). Doordat de 'officiële' kandidaat doorgaans de verkiezingen won leek De la Huerta's kans op het presidentschap verkeken.
Op 7 december begon De la Huerta zijn opstand. De opstand werd gesteund door 60% van het leger, waaronder de generaals Salvador Alvarado, Manuel Diéguez, Fortunato Maycotte, Antonio Villarreal en Enrique Estrada. Deze laatste was leider van de delahuertistische troepen in het westen van Mexico, terwijl De la Huerta zelf het bevel voerde in het oosten. Veel grootgrondbezitters steunden de opstand, in de hoop dat De la Huerta een einde zou maken aan de landhervormingen. Het regeringsleger werd door Calles persoonlijk geleid.
Het leiderschap van de opstand was sterk verdeeld, en vocht bovendien op twee losse fronten, waardoor de opstand de bijnaam 'opstand zonder hoofd' heeft gekregen. Mede door steun van de Verenigde Staten, die de regering van Obregón voorzag van wapens en vliegtuigen, werd de opstand vrij eenvoudig onderdrukt. Desalniettemin leed de regering een gevoelige nederlaag door de executie van Felipe Carrillo Puerto, die door landeigenaren die sympathiek stonden tegenover de opstand werd doodgeschoten.
Op 27 januari 1924 werden de delahuertisten in Ocotlán definitief verslagen. De meeste leiders die gevangen werden genomen werden direct gefusilleerd. Verschillende officieren, waaronder De la Huerta, Villarreal en Estrada, wisten Mexico echter te ontvluchten naar de Verenigde Staten. De opstand kostte aan 7000 mensen het leven. Het mislukken van de opstand was een teken dat de gewapende fase van de Mexicaanse Revolutie definitief voorbij was.